# Micrathena lenca
Micrathena lenca là một loài nhện trong họ Araneidae.
Loài này thuộc chi Micrathena. Micrathena lenca được Herbert Walter Levi miêu tả năm 1985.